# Navalafuente
Navalafuente es un municipio  y localidad española de la Comunidad de Madrid. El término municipal tiene una población de 1672 habitantes (INE 2024).

## Geografía
El municipio, además del casco urbano del pueblo de Navalafuente, tiene varias zonas urbanizadas, como las urbanizaciones de El Chaparral, El Erial, Peña Hueca, Cerrillo Valentín, así como otros núcleos menores.

## Historia
A mediados del siglo XIX, el lugar contaba con una población censada de 128 habitantes. La localidad aparece descrita en el duodécimo volumen del Diccionario geográfico-estadístico-histórico de España y sus posesiones de Ultramar de Pascual Madoz de la siguiente manera:

NAVALAFUENTE: v. con ayunt. de la prov., aud. terr. y c. g. de Madrid (9 leg), part. jud. de Torrelagana (1 1/2), dióc. de Toledo (21): sit. en terreno montuoso y calizo, al pie de los cerros que llaman de Buitrago, y 1/2 hora de la carretera de Madrid á Burgos: le combaten con mas frecuencia los vientos S.; el clima es sano: tiene 44 casas inferiores, una plaza, casa de ayunt., escuela de instruccion primaria comun á ambos sexos á la que concurren 19 alumnos que se hallan a cargo de un maestro dotado con 400 rs. anuales; una fuente de buenas aguas de las cuales se utilizan los vec. para sus usos, y una igl. parr. (San Bartolomé) aneja á la de Cabanillas: el cementerio está su parage que no ofende la salud pública: confina el térm. N. Cabanillas; E. Venturada; S. Guadalix, y O. Bustarviejo: se estiende 1 1/2 leg. de N. á S., y 3/4 de E. á O. y comprende varias canteras de cal, 3 deh.; 2 de propios con monte de chaparro, y la otra titulada boyal de 400 fan. de estension, y diferentes prados con buenos pastos: le atraviesa de O. á E. un pequeño arroyo: el terreno es de secano, calizo y bastante quebrado. caminos: los que dirigen á los pueblos limítrofes en mediano ciado: el correo se recibe de Torrelaguna por los mismos interesados. prod.: trigo, cebada, centeno y algunas legumbres; mantiene ganado lanar y vacuno, y cria caza de conejos, perdices y otras aves. ind.: la agrícola y un molino harinero: el comercio está reducido á la esportacion de lo sobrante, é importacion de los articulos de que se carece. pobl.: 36 vec., 128 alm. cap. prod.: 623,337 rs. imp. 35,484 contr.: segun el cálculo general y oficial de la prov. 9'65 por 100: el presupuesto municipal asciende á 900 rs. y se cubre por reparto vecinal.
(Madoz, 1849, p. 51)

## Demografía

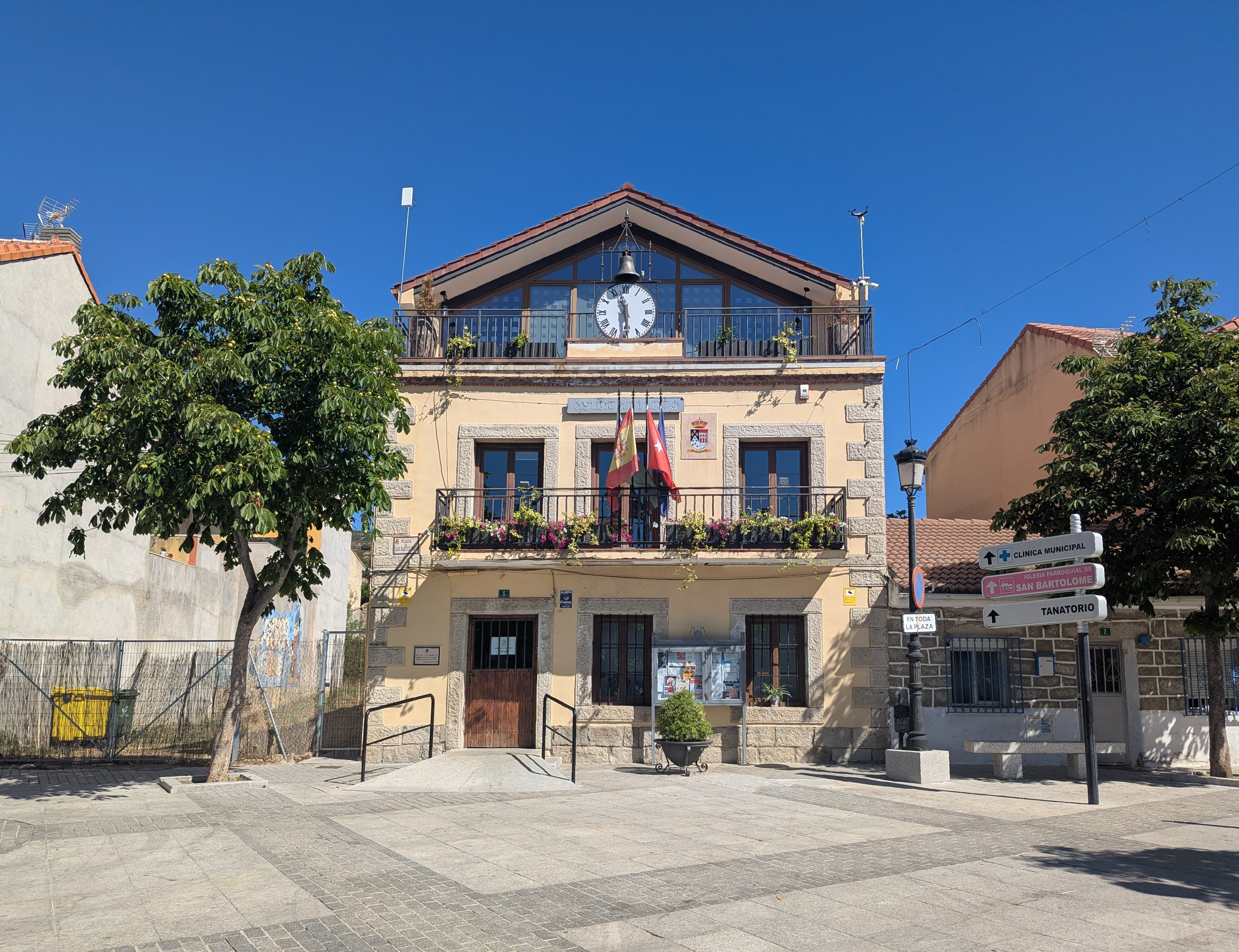
Casa consistorial

Cuenta con una población de 1672 habitantes (INE 2024).
| Gráfica de evolución demográfica de Navalafuente entre 1842 y 2021                                                    |
| |
| Población de derecho según los censos de población del INE. Población de hecho según los censos de población del INE. |

## Comunicaciones

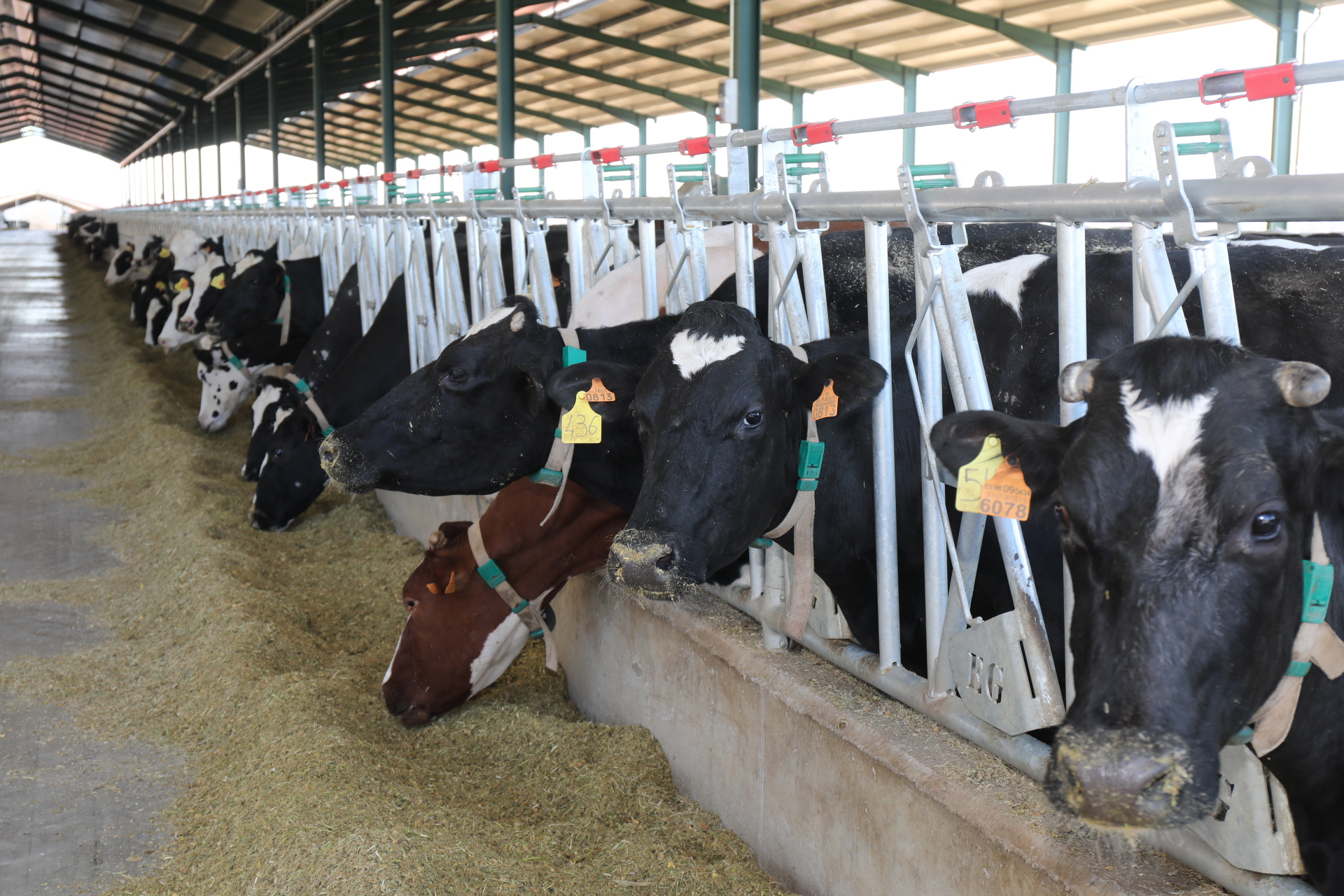
Explotación ganadera en la localidad

El ferrocarril directo Madrid-Burgos atraviesa el municipio por la ladera del monte El Pendón, si bien no tiene ningún tipo de estación o apeadero, estando el más cercano en el término municipal vecino de Miraflores de la Sierra. Aunque en los planes originales de la línea se pensó hacer allí un apeadero, la idea fue desechada debido a la escasa población que el municipio tenía en la época, si bien hoy, debido al crecimiento del casco urbano, podría ser viable hacerlo y conectarlo con una vía asfaltada en el caso de que en los planes para el tren de Cercanías Madrid se incluyera una ampliación hasta la estación de Bustarviejo, municipio colindante con este por el noroeste.

### Transporte público
En Navalafuente prestan servicio dos líneas de autobús. Una de ellas, tiene como inicio de línea el intercambiador de Plaza de Castilla.
| Línea | Recorrido                                                         |
| ----- | ----------------------------------------------------------------- |
| 197C  | Torrelaguna - Venturada - Cabanillas de la Sierra                 |
| 726   | Madrid (Plaza de Castilla) - Guadalix de la Sierra - Navalafuente |

## Educación
En Navalafuente hay una escuela infantil pública. Además hay un colegio de una línea de educación primaria.